# سامنر (اورگن)
سامنر (به انگلیسی: Sumner) یک منطقهٔ مسکونی در ایالات متحده آمریکا است که در اورگن واقع شده‌است. سامنر ۴٫۸۸ متر بالاتر از سطح دریا قرار دارد.